# Стрехнінське сільське поселення
Стре́хнінське сільське поселення (рос. Стрехнинское сельское поселение) — муніципальне утворення у складі Ішимського району Тюменської області, Росія.
Адміністративний центр — село Стрехніно.

## Населення
Населення — 5321 особа (2020; 5459 у 2018, 5500 у 2010, 5452 у 2002).

## Склад
До складу поселення входять такі населені пункти:
| Населений пункт     | Населення, осіб (2002) | Населення, осіб (2010) |
| ------------------- | ---------------------- | ---------------------- |
| Бокаревка, присілок | 342                    | 296                    |
| Зирянка, присілок   | 737                    | 798                    |
| Лозове, селище      | 432                    | 452                    |
| Стрехніно, село     | 3941                   | 3954                   |